# Arctia flavogrisea
Arctia flavogrisea är en fjärilsart som beskrevs av Statt. 1934. Arctia flavogrisea ingår i släktet Arctia och familjen björnspinnare. Inga underarter finns listade i Catalogue of Life.